# アンドリュー・ウーテン
アンドリュー・ウーテン（Andrew Wooten、1989年9月30日 - ）は、ドイツ出身のアメリカ合衆国代表プロサッカー選手。ポジションはFW。SCプロイセン・ミュンスター所属。

## 経歴

### クラブ経歴
ヴォルマティア・ヴォルムスでのプレーを経て、2009年に1.FCカイザースラウテルンのリザーブチームと契約を結んだ。2011-12シーズンはレギオナルリーガ・ヴェストで得点ランク2位の20ゴールを決めた。2012年3月3日のVfLヴォルフスブルク戦でブンデスリーガデビューを果たした。2012年4月、1.FCカイザースラウテルンのトップチームと2015年6月までの契約を結んだ。
2012年8月23日、2.ブンデスリーガのSVザントハウゼンにレンタル移籍。
2013-14シーズン冬の移籍ウインドーで、FSVフランクフルトにシーズン終了までのレンタルで加入。
2014年6月、古巣SVザントハウゼンに完全移籍で復帰、2017年6月までの3年契約を締結した。
2019年6月、メジャーリーグサッカーのフィラデルフィア・ユニオンに加入。
2021年1月20日、FCアドミラ・ヴァッカー・メードリングに移籍。
2021年6月、VfLオスナブリュックに移籍。

### 代表歴
ドイツ生まれであるが、父親がアメリカ人だったためアメリカ合衆国代表でのプレーを選んだ。2015年10月13日のコスタリカ代表戦でアメリカ合衆国代表デビューを果たした。